# Acyphoderes bayanicus
Acyphoderes bayanicus är en skalbaggsart som beskrevs av Giesbert 1991. Acyphoderes bayanicus ingår i släktet Acyphoderes och familjen långhorningar.
Artens utbredningsområde är:
- Costa Rica.
- Panama.

Inga underarter finns listade i Catalogue of Life.